# Ачинский нефтеперерабатывающий завод
«Ачинский нефтеперерабатывающий завод Восточной нефтяной компании» — нефтеперерабатывающее предприятие, расположенное в Большеулуйском районе Красноярского края. Единственный НПЗ Красноярского края. Установленная мощность по переработке составляет 7,5 млн. тонн нефти в год. Глубина переработки нефти по итогам 2020 года составила 70,3 %
Входит в состав холдинга  «Роснефть».

## История
Строительство завода началось в 1972 году. Первую продукцию АНПЗ произвёл 12 декабря 1982 года. Процедура акционирования проведена в мае 1993 года.
С мая 2007 года ОАО «АНПЗ ВНК» входит в группу НК «Роснефть».

## Деятельность
Ачинский нефтеперерабатывающий завод, по данным Роснефти, производит более двадцати видов нефтепродуктов.
В 2013 году Ачинский НПЗ совместно с группой компаний «Спецтяжавтотранс» стал мировым рекордсменом по автомобильной перевозке самого тяжелого груза (реактора гидрокрекинга) на самое дальнее расстояние —203 километра — от деревни Кубеково Красноярского края до Ачинского нефтеперерабатывающего завода.

## Взрыв на НПЗ
15 июня 2014 года в 23:37 произошел взрыв на Ачинском нефтеперерабатывающем заводе. Сообщение об этом спасателям поступило в 23:53. По прибытии на место ЧП было установлено, что произошло разрушение отдельно стоящей ректификационной колонны установки газофракционирования рядом с цехом № 1. Возникло возгорание в обваловании на площади 300 кв. м. В 01:05 пожар был локализован на площади 400 кв. м. При взрыве и пожаре погибло восемь человек. Установка газофракционирования первичной переработки нефти была разрушена.
В сентябре того же года завод частично возобновил работу. В конце 2014 года Ростехнадзор закончил расследование и постановил что непосредственной причиной катастрофы было коррозионное разрушение трубопровода. В 2016 году виновными в аварии признаны инженер технического надзора и оператор установки.
Взрыв и пожар на Ачинском НПЗ стали самым крупным в мире страховым случаем в 2014 году. Страховые выплаты страховой компании «СОГАЗ» в пользу «Роснефти» составили 16,7 млрд. руб.